# Eskil Eriksson
Den här artikeln behandlar skribenten Eskil Eriksson, för artikel om politikern se: Eskil Eriksson (politiker).
Erik Eskil Eriksson, född 12 januari 1890 i Sparrsätra församling, Uppsala, död 1950, var en svensk redaktör och sångtextförfattare. 
Han var son till skomakaren Erik Gottfrid Eriksson och hans hustru född Andersson samt från 1925 gift med Aina Pettersson. Efter avlagd studentexamen i  Strängnäs 1911 blev han var korrespondent vid Jönköpings juridiska byrå  1912. Från 1917 var han medarbetare i Nya dagligt allehanda arbetet i Stockholm gav honom möjlighet att som extraarbete medarbeta som textförfattare till ett flertal pjäser och revyer. Under sin studietid tilldelades han Vetenskapsakademins Linnémedalj. Han var medlem i Par Bricole.